# Playa Boca Chica
Playa Boca Chica är en ort i Mexiko.   Den ligger i kommunen Técpan de Galeana och delstaten Guerrero, i den södra delen av landet, 300 km sydväst om huvudstaden Mexico City. Playa Boca Chica ligger 12 meter över havet och antalet invånare är 189.
Terrängen runt Playa Boca Chica är huvudsakligen platt, men åt nordost är den kuperad. Havet är nära Playa Boca Chica åt sydväst.  Närmaste större samhälle är Tecpan de Galeana, 9,9 km norr om Playa Boca Chica. 